# کل شاهی
کل شاهی (نام علمی: Neotragus pygmaeus) نام یک گونه از سرده کلچه‌ها است.